# Емил Лотяну
Емил Лотяну (на румънски: Emil Loteanu) е молдовски режисьор, сценарист и поет, живял дълго време и в Русия.

## Биография и творчество
Той е роден на 6 ноември 1936 г. в Клокушна, Бесарабия. При окупацията на областта от Съветския съюз през 1940 година губи връзка със семейството си, което остава в Румъния, и израства в Москва.
През 50-те години работи като актьор, а през 1962 година завършва режисура във ВГИК, след което работи в Кишинев и Москва. Най-голяма популярност получава филмът му „Таборът отива към небето“ („Табор уходит в небо“, 1976).
Емил Лотяну умира на 18 април 2003 г. в Москва.